# Gau-Bickelheim
Gau-Bickelheim – miejscowość i gmina w Niemczech, w kraju związkowym Nadrenia-Palatynat, w powiecie Alzey-Worms, wchodzi w skład gminy związkowej Wöllstein.